# Grand Prix moto d'Allemagne 2006
Le  Grand Prix moto d'Allemagne 2006 est la dixième manche du championnat du monde de vitesse moto 2006. La compétition s'est déroulée du 14 au 16 juillet 2006 sur le Sachsenring. C'est la 70e édition du Grand Prix moto d'Allemagne.

## Classement final MotoGP
| Pos  | Pilote            | Constructeur | Temps/Écart      | Grille | Points |
| ---- | ----------------- | ------------ | ---------------- | ------ | ------ |
| 1    | Valentino Rossi   | Yamaha       | +41 min 59 s 248 | 11     | 25     |
| 2    | Marco Melandri    | Honda        | +0 s 145         | 6      | 20     |
| 3    | Nicky Hayden      | Honda        | +0 s 266         | 3      | 16     |
| 4    | Daniel Pedrosa    | Honda        | +0 s 307         | 1      | 13     |
| 5    | Loris Capirossi   | Ducati       | +8 s 764         | 5      | 11     |
| 6    | Shinya Nakano     | Kawasaki     | +9 s 147         | 4      | 10     |
| 7    | Chris Vermeulen   | Suzuki       | +16 s 608        | 14     | 9      |
| 8    | Sete Gibernau     | Ducati       | +16 s 648        | 7      | 8      |
| 9    | Carlos Checa      | Yamaha       | +17 s 097        | 12     | 7      |
| 10   | John Hopkins      | Suzuki       | +17 s 786        | 9      | 6      |
| 11   | Toni Elias        | Honda        | +27 s 425        | 16     | 5      |
| 12   | Colin Edwards     | Yamaha       | +29 s 308        | 15     | 4      |
| 13   | James Ellison     | Yamaha       | +1 min 02 s 029  | 18     | 3      |
| 14   | José Luis Cardoso | Ducati       | +1 min 19 s 997  | 19     | 2      |
| Abd. | Makoto Tamada     | Honda        | Abandon          | 10     |        |
| Abd. | Randy de Puniet   | Kawasaki     | Abandon          | 13     |        |
| Abd. | Alex Hofmann      | Ducati       | Abandon          | 17     |        |
| Abd. | Kenny Roberts Jr  | KR212V       | Abandon          | 2      |        |

## Classement final 250 cm3
| Pos  | Pilote              | Constructeur | Temps/Écart     | Grille | Points |
| ---- | ------------------- | ------------ | --------------- | ------ | ------ |
| 1    | Yuki Takahashi      | Honda        | 41 min 30 s 350 | 2      | 25     |
| 2    | Alex De Angelis     | Aprilia      | +0 s 058        | 5      | 20     |
| 3    | Jorge Lorenzo       | Aprilia      | +1 s 013        | 1      | 16     |
| 4    | Andrea Dovizioso    | Honda        | +4 s 021        | 8      | 13     |
| 5    | Hector Barbera      | Aprilia      | +9 s 384        | 3      | 11     |
| 6    | Roberto Locatelli   | Aprilia      | +19 s 242       | 4      | 10     |
| 7    | Anthony West        | Aprilia      | +26 s 457       | 7      | 9      |
| 8    | Hiroshi Aoyama      | KTM          | +26 s 607       | 6      | 8      |
| 9    | Shuhei Aoyama       | Honda        | +26 s 741       | 10     | 7      |
| 10   | Sylvain Guintoli    | Aprilia      | +30 s 621       | 11     | 6      |
| 11   | Alex Baldolini      | Aprilia      | +44 s 754       | 12     | 5      |
| 12   | Franco Battaini     | Aprilia      | +48 s 793       | 18     | 4      |
| 13   | Manuel Poggiali     | KTM          | +52 s 317       | 13     | 3      |
| 14   | Jakub Smrž          | Aprilia      | +52 s 369       | 15     | 2      |
| 15   | Aleix Espargaro     | Honda        | +52 s 577       | 19     | 1      |
| 16   | Dirk Heidolf        | Aprilia      | +1 min 00 s 025 | 14     |        |
| 17   | Fabricio Perren     | Honda        | +1 min 12 s 090 | 20     |        |
| 18   | Jules Cluzel        | Aprilia      | +1 tour         | 25     |        |
| 19   | Dan Linfoot         | Honda        | +1 tour         | 23     |        |
| 20   | Jordi Carchano      | Honda        | +1 tour         | 21     |        |
| 21   | Luca Morelli        | Aprilia      | +1 tour         | 26     |        |
| 22   | Meik Kevin Minnerop | Honda        | +1 tour         | 30     |        |
| 23   | Franz Aschenbrenner | Honda        | +1 tour         | 29     |        |
| Abd. | Arturo Tizon        | Honda        | Abandon         | 17     |        |
| Abd. | Nicklas Cajback     | Aprilia      | Abandon         | 27     |        |
| Abd. | Andreas Martensson  | Aprilia      | Abandon         | 28     |        |
| Abd. | Martín Cárdenas     | Honda        | Abandon         | 16     |        |
| Abd. | Marco Simoncelli    | Gilera       | Abandon         | 9      |        |
| Abd. | Arnaud Vincent      | Honda        | Abandon         | 24     |        |
| Abd. | Andrea Ballerini    | Aprilia      | Abandon         | 22     |        |

## Classement final 125 cm3
| Pos  | Pilote             | Constructeur | Temps/Écart     | Points |
| ---- | ------------------ | ------------ | --------------- | ------ |
| 1    | Mattia Pasini      | Aprilia      | 39 min 44 s 091 | 25     |
| 2    | Alvaro Bautista    | Aprilia      | +0 s 010        | 20     |
| 3    | Lukáš Pešek        | Derbi        | +0 s 111        | 16     |
| 4    | Hector Faubel      | Aprilia      | +9 s 298        | 13     |
| 5    | Simone Corsi       | Gilera       | +9 s 372        | 11     |
| 6    | Thomas Luthi       | Honda        | +10 s 570       | 10     |
| 7    | Nicolas Terol      | Derbi        | +11 s 835       | 9      |
| 8    | Mika Kallio        | KTM          | +11 s 905       | 8      |
| 9    | Joan Olive         | Aprilia      | +26 s 017       | 7      |
| 10   | Sergio Gadea       | Aprilia      | +26 s 172       | 6      |
| 11   | Fabrizio Lai       | Honda        | +26 s 361       | 5      |
| 12   | Bradley Smith      | Honda        | +26 s 389       | 4      |
| 13   | Sandro Cortese     | Honda        | +26 s 480       | 3      |
| 14   | Gabor Talmacsi     | Honda        | +26 s 606       | 2      |
| 15   | Tomoyoshi Koyama   | Malaguti     | +27 s 068       | 1      |
| 16   | Randy Krummenacher | KTM          | +27 s 192       |        |
| 17   | Lorenzo Zanetti    | Aprilia      | +46 s 145       |        |
| 18   | Stefan Bradl       | KTM          | +46 s 201       |        |
| 19   | Georg Froehlich    | Honda        | +56 s 274       |        |
| 20   | Raffaele De Rosa   | Aprilia      | +56 s 549       |        |
| 21   | Vincent Braillard  | Aprilia      | +56 s 782       |        |
| 22   | Federico Sandi     | Aprilia      | +57 s 073       |        |
| 23   | Michele Pirro      | Aprilia      | +57 s 474       |        |
| 24   | Andrea Iannone     | Aprilia      | +57 s 707       |        |
| 25   | Nicklas Cajback    | Malaguti     | +1 min 04 s 698 |        |
| 26   | Andreas Martensson | Honda        | +1 min 04 s 793 |        |
| 27   | Martín Cárdenas    | Aprilia      | +1 min 07 s 754 |        |
| 28   | Marco Simoncelli   | Aprilia      | +1 min 17 s 323 |        |
| 29   | Arnaud Vincent     | Honda        | +1 min 17 s 507 |        |
| 30   | Andrea Ballerini   | Aprilia      | +1 min 20 s 583 |        |
| 31   | Arnaud Vincent     | Honda        | +1 min 24 s 772 |        |
| 32   | Andrea Ballerini   | Honda        | +1 tour         |        |
| Abd. | Robin Laesser      | KTM          | Abandon         |        |
| Abd. | Karel Abraham      | Aprilia      | Abandon         |        |
| Abd. | Dino Lombardi      | Aprilia      | Abandon         |        |
| Abd. | Joey Litjens       | Honda        | Abandon         |        |
| Abd. | Pablo Nieto        | Aprilia      | Abandon         |        |
| Abd. | Clément Dunikowshi | Honda        | Abandon         |        |
| Abd. | Simone Grotzkyj    | Aprilia      | Abandon         |        |
| Abd. | Eric Hubsch        | Aprilia      | Abandon         |        |
| Abd. | Roberto Tamburini  | Aprilia      | Abandon         |        |
| Abd. | Angel Rodriguez    | Aprilia      | Abandon         |        |